# Ned Grabavoy
Ned Grabavoy (Joliet, 1º  luglio 1983) è un ex calciatore statunitense, di ruolo centrocampista.

## Carriera

### Club
Ha giocato in MLS.

### Nazionale
Ha partecipato ai Mondiali Under-20 del 2003.

## Palmarès

### Club

#### Competizioni nazionali
- Campionato MLS: 2

Los Angeles Galaxy: 2005
Real Salt Lake: 2009